# 532

## Evenimente
- A avut loc Răscoala Nika în capitala Imperiului Bizantin, condus de împăratul Iustinian I.

## Decese
- 17 octombrie: Papa Bonifaciu al II-lea  (n. ?)
- 5 decembrie: Sfântul Sava cel Sfințit  (n. 439)
- ianuarie: Hepatius  (n. ?)